# The Devil at 4 O'Clock
The Devil at 4 O'Clock is een Amerikaanse rampenfilm uit 1961 onder regie van Mervyn LeRoy. Destijds werd de film in Nederland uitgebracht onder de titel Om vier uur breekt de hel los.

## Verhaal
Matthew Doonan is een priester met een drankprobleem. Hij heeft op een eiland in Frans-Polynesië een ziekenhuis gesticht voor melaatse kinderen. Als het eiland wordt bedreigd door een vulkaanuitbarsting, zet hij samen met drie misdadigers een reddingsactie op touw.

## Rolverdeling
| Acteur             | Personage       |
| ------------------ | --------------- |
| Spencer Tracy      | Matthew Doonan  |
| Frank Sinatra      | Harry           |
| Kerwin Mathews     | Joseph Perreau  |
| Jean-Pierre Aumont | Jacques         |
| Grégoire Aslan     | Marcel          |
| Alexander Scourby  | Gouverneur      |
| Barbara Luna       | Camille         |
| Cathy Lewis        | Verpleegster    |
| Bernie Hamilton    | Charlie         |
| Martin Brandt      | Dokter Wexler   |
| Louis Merrill      | Aristide Giraud |
| Marcel Dalio       | Gaston          |
| Tom Middleton      | Paul            |
| Ann Duggan         | Clarisse        |
| Louis Mercier      | Korporaal       |